# Выселение чехов из Бенешевского, Невелковского и Седлчанского районов
Выселение чехов из Бенешевского, Невелковского и Седлчанского районов (чеш. Vysídlení Benešovska, Neveklovska a Sedlčanska) — проведённое с 9 сентября 1942 по 1 апреля 1944 года перемещение граждан Протектората Богемии и Моравии c территории ограниченной слиянием рек Влтава и Сазава, государственной дорогой №3, железнодорожным путём из Праги в Табор, железнодорожным путём из Олбрамовице в Седльчани, дорогой из Седльчан в Пршибрам, общей площадью 441 km² с целью создания военного полигона для войск СС (нем. SS-Truppenübungsplatz Beneschau). Выселение происходило в несколько этапов и затронуло 70 муниципалитетов, 180 поселений и 30 000 человек.

## Планы германизации
После начала немецкой оккупации и создания Протектората Богемии и Моравии в 1939 году, оккупанты приступили к «окончательному решению чешского вопроса». Первый этап включал создание территорий, из которых чешское население должно было быть выселено и заменено немецким. В августе 1940 года было объявлено о решении расширить существующие военные полигоны в Миловицах, Брдах и районе Вышкова, реализация которого началась в 1941 году. После того, как Рейнхард Гейдрих вступил в должность исполняющего обязанности рейхспротектора, подготовка к выселению других территорий ускорилась. Первой выбранной территорией была территория, лежавшая в центре чешской части Протектората, и её германизация должна была создать немецкую территорию посреди сплошного чешского поселения. Частью плана была полное выселение Бенешова, который должен был стать СС-Штадт Бёмен (нем. SS-Stadt Böhmen). В это же время были разработаны рамочные планы создания сплошного немецкого поселения от Пльзеня до Йиглавы, реализация которых должна была начаться впоследствии.

## Исторический контекст
Демаркация границ района началась в конце 1941 года, а ограниченная информация о плане просочилась стала достоянием местной общественности в начале 1942 года. Выселение большой территории было генеральной репетицией дальнейших планов. Реализация началась в начале 1942 года, когда военные события развивались весьма обнадеживающе для Германии. Фактическое выселение началось только после покушения на убийство Гейдриха. План был окончательно реализован лишь в 1944 году, при военной обстановке, полностью противоположной той, которая была при его замысле.

## Правовая база
Первое перемещение было предписано 14 марта 1942 года постановлением №325 районного управления в Бенешове. В указе содержалась ссылка на статью №3 закона о праве изъятия земель для создания военных объектов и учебных полигонов от 14 июля 1927 года, который первоначально был чехословацким законом, принятым в правовую систему Протектората. В это же время в Бенешове был создан пункт переселения, который затем руководил дальнейшим процессом выселения. С этой целью оно издало собственные указы, некоторые из которых дополнительно ссылались на Закон от 29 марта 1935 года об экспроприации в целях государственной обороны и на Имперский кодекс I.S.467 о приобретении земель для нужд вооруженных сил. Экспроприация должна была осуществляться за компенсацию, а размер компенсации должен был быть определен в ходе примирительной процедуры.

## Реализация плана
Указ от 14 марта 1942 года определил первую стадию выселения (в немецких текстах именуемую зоной). Для более эффективного управления процессом выселения были созданы отделения Управления по переселению, сначала в Нетворжицах, после их выселения в Черчанах, а затем в Седльчанах. Переселенцам пришлось самостоятельно искать новое жилье за пределами полигона. Большинство из них пытались найти жильё поблизости, но в итоге искали его по всему Протекторату. Самым сложным оказалось найти пустующий земельный участок, которой можно было бы купить или арендовать. Институт по оказанию помощи переселенцам, изначально созданный после Мюнхенского соглашения для чешских жителей, вынужденных покинуть Судетскую область, также помогал найти жильё для выселяемых. Институт использовал анкету о наличии жилых помещений, чтобы выяснить наличие свободных помещений в муниципальных учреждениях, а затем управление по переселению предлагало эти помещения переселяемым людям. В случае заинтересованности управление выдавало владельцу такого помещения предписание о предоставлении жилья. Переселенцы получили право на жилье в том муниципалитете, куда они изначально переехали.
Условия перемещения различались в зависимости от отдельных этапов. Сначала перемещенным лицам разрешали забрать с собой всё свое имущество. Позже их заставляли оставить всё свое имущество на месте. Выселяемые имели право на компенсацию расходов на перемещение одного дома в размере 1500 протекторатных крон + 2% от его оценочной стоимости, а также им должна была быть выплачена компенсация за оставленное ими имущество. Имущество быстро оценивалось, например, за земельный участок, в зависимости от размера поместья, предоставлялось от 1000 до 1250 рейхсмарок за гектар, а за здания, в зависимости от состояния, от 15 до 60 рейхсмарок за м² застроенной площади. Выплачивалось до 80%  от стоимости, остальное оставалось в качестве гарантии на случай возможных дефектов. Общая сумма компенсации составила 297 392 367,80 крон. В действительности компенсацию получили не все, поскольку некоторые выражали своё несогласие с экспроприацией, отказавшись от компенсации.
Планы переселения часто менялись и дополнялись, что приводило к разночтениям в постановлениях управления по переселению. Всё население должно было быть выселено из населённых пунктов, за исключением представителей таких трудно восполняемых профессий, как трубочисты. Этот план был реализован лишь в некоторых муниципалитетах, в основном в Зоне I. Менее квалифицированную рабочую силу предполагалось заменить заключенными концлагерей. От этой схемы пришлось отказаться, поскольку она привела к полному экономическому краху, а вызванный ею спад сельскохозяйственного производства оказался невосполнимым в военное время. Поэтому интенсивному перемещению из других зон подвергались только муниципалитеты, имеющие стратегическое значение. В других муниципалитетах большая часть населения могла остаться, но только в качестве наёмной рабочей силы. О национал-социалистическом характере оккупационного режима свидетельствует тот факт, что выселению подверглись в основном землевладельцы, тогда как рабочие пострадали в меньшей степени. Однако даже эти жители не остались в своих домах и были вынуждены переезжать, причем не один раз.
После окончания войны те, кто не подвергся перемещению, вернулись домой в мае 1945 года. Большинство остальных вернулись на рубеже 1945-1946 годов. Некоторые жители, особенно владельцы полностью разрушенных домовладений, так и не вернулись, а многие переехали в районы, откуда были изгнаны немцы.

## Диапазон выселения
Данные о численности населения в литературе разнятся. По данным переписи 1930 года, на территории проживало 24 905 человек. До выселения здесь проживало 29 831 человек, т.е. 8 619 семей в 5 582 домах. В ходе выселения будущий полигон покинули 17 647 человек.
В таблице перечислены все населенные пункты, упомянутые в источниках, а именно 73 политических муниципалитета (из них 14 частично) и 180 населённых пунктов из пяти судебных районов. Некоторые муниципалитеты были лишь незначительно затронуты выселением (например, Грахов, где была выселена часть поселения Бузице, исчезнувшего после строительства плотины Слапы). Созданный полигон также вторгся в кадастровую территорию муниципалитетов Безмирж, Косова Гора, Мрач, Солопыски и Томице, однако это была территория без населенных пунктов. Напротив, поселения Бродце и Зборжены Костелец из муниципалитета Печерады, которые находились на этой территории, вообще не были выселены, поскольку большинство их жителей работали на близлежащем заводе «Ява», который был переоборудован под производство оружия. В Седлчанах и Бенешове (236 домов в южной части, граничащей с дорогой и железнодорожной станцией, а также прилегающим жилым кварталом) также были выселены жители, проживающие за пределами полигона.
| Населённый пункт    | Включая поселения                                                              | Дата выселения | Зона | Судебный район | Примечание                                              |
| ------------------- | ------------------------------------------------------------------------------ | -------------- | ---- | -------------- | ------------------------------------------------------- |
| Блаженице           | Мержин                                                                         | 1942-09-15     | I.   | Невеклов       |                                                         |
| Далещице            |                                                                                | 1942-09-15     | I.   | Невеклов       |                                                         |
| Гостерадице         | Ракоусы                                                                        | 1942-09-15     | I.   | Йилове         |                                                         |
| Градиштко           | Пиковице, Бруншов                                                              | 1942-09-15     | I.   | Йилове         |                                                         |
| Яблонна             | Небржих                                                                        | 1942-09-15     | I.   | Невеклов       |                                                         |
| Каменни-Пршивоз     |                                                                                | 1942-09-15     | I.   | Невеклов       | часть населённого пункта                                |
| Крняны              |                                                                                | 1942-09-15     | I.   | Невеклов       |                                                         |
| Поделусы            |                                                                                | 1942-09-15     | I.   | Невеклов       |                                                         |
| Рабыне              | Лоути, Недвежи                                                                 | 1942-09-15     | I.   | Невеклов       |                                                         |
| Телетин             |                                                                                | 1942-09-15     | I.   | Невеклов       |                                                         |
| Тржебсин            | Завист                                                                         | 1942-09-15     | I.   | Невеклов       |                                                         |
| Тухыне              | Лгота, Масковице                                                               | 1942-09-15     | I.   | Невеклов       | населённый пункт в двух зонах                           |
| Высокий Уйезд       | Ветров                                                                         | 1942-09-15     | I.   | Невеклов       |                                                         |
| Бржезаны            | Венсов                                                                         | 1942-10-15     | I.   | Невеклов       |                                                         |
| Лешаны              | Нова Вес                                                                       | 1942-10-15     | I.   | Невеклов       |                                                         |
| Белице              | Нетлуки                                                                        | 1943-04-01     | II.  | Невеклов       |                                                         |
| Букованы            | Видлакова Лгота, Букова Лгота                                                  | 1943-04-01     | II.  | Бенешов        |                                                         |
| Харжовице           | Дунавички                                                                      | 1943-04-01     | II.  | Невеклов       |                                                         |
| Хлебы               | Дунавице                                                                       | 1943-04-01     | II.  | Невеклов       |                                                         |
| Храштяны            | Бенице, Черниковице, Липка, Оуштице, Собешовице                                | 1943-04-01     | II.  | Невеклов       |                                                         |
| Конопиште           | Хлистов, Збожнице, Жабоврески                                                  | 1943-04-01     | II.  | Бенешов        | населённый пункт в двух зонах                           |
| Крусичаны           | Гамры                                                                          | 1943-04-01     | II.  | Невеклов       |                                                         |
| Неспеки             | только Гвоздец                                                                 | 1943-04-01     | II.  | Бенешов        | часть населённого пункта                                |
| Нетворжице          |                                                                                | 1943-04-01     | II.  | Невеклов       |                                                         |
| Пецерады            | Гурка, Ветров                                                                  | 1943-04-01     | II.  | Бенешов        |                                                         |
| Поржичи-над-Сазавой |                                                                                | 1943-04-01     | II.  | Бенешов        | часть населенного пункта                                |
| Странны             | Млековице, Радславице                                                          | 1943-04-01     | II.  | Невеклов       | населённый пункт в двух зонах                           |
| Тухыне              | Вшетице                                                                        | 1943-04-01     | II.  | Невеклов       | населённый пункт в двух зонах                           |
| Тинец-над-Сазавоу   |                                                                                | 1943-04-01     | II.  | Бенешов        | часть населенного пункта                                |
| Урочнице            |                                                                                | 1943-04-01     | II.  | Бенешов        |                                                         |
| Вацлавице           | Ватеков                                                                        | 1943-04-01     | II.  | Бенешов        |                                                         |
| Бенешов             |                                                                                | 1943-04-15     | —    | Бенешов        | часть населенного пункта                                |
| Седльчани           |                                                                                | 1943-08-01     | —    | Седльчани      |                                                         |
| Червени Градек      | Лготка, Витез                                                                  | 1943-10-31     | IV.  | Седльчани      | часть населенного пункта                                |
| Дубловице           |                                                                                | 1943-10-31     | IV.  | Седльчани      |                                                         |
| Горжетице           | Брдечны, Годетице, Гурка                                                       | 1943-10-31     | IV.  | Невеклов       |                                                         |
| Грахов              | только Бузице                                                                  | 1943-10-31     | IV.  | Седльчани      | часть населенного пункта                                |
| Кновице             | Кновички, Усуши                                                                | 1943-10-31     | IV.  | Седльчани      |                                                         |
| Кржепенице          |                                                                                | 1943-10-31     | IV.  | Седльчани      |                                                         |
| Лиховы              | Бучилы, Звироитице                                                             | 1943-10-31     | IV.  | Седльчани      | часть населенного пункта                                |
| Налжовице           | Хлум, Нова Вес                                                                 | 1943-10-31     | IV.  | Седльчани      |                                                         |
| Налжовицке Подгаи   | Глубока, Обоз                                                                  | 1943-10-31     | IV.  | Седльчани      |                                                         |
| Осечани             | Велбехи                                                                        | 1943-10-31     | IV.  | Седльчани      | населённый пункт в двух зонах                           |
| Просеницка Лгота    | Бржишейов, Луги, Prosenice                                                     | 1943-10-31     | IV.  | Седльчани      | населённый пункт в двух зонах                           |
| Пржичовы            |                                                                                | 1943-10-31     | IV.  | Седльчани      |                                                         |
| Радич               | Дублины, Гразены, Ждяр                                                         | 1943-10-31     | IV.  | Седльчани      |                                                         |
| Сестроунь           | Градиштко, Збераз                                                              | 1943-10-31     | IV.  | Седльчани      |                                                         |
| Сухдол              |                                                                                | 1943-10-31     | IV.  | Седльчани      |                                                         |
| Штетковице          | Храстава                                                                       | 1943-10-31     | IV.  | Седльчани      | часть населенного пункта, населённый пункт в двух зонах |
| Блажим              |                                                                                | 1943-12-31     | III. | Невеклов       |                                                         |
| Бистршице           |                                                                                | 1943-12-31     | III. | Бенешов        | часть населенного пункта                                |
| Йировице            | Гурка, Хвойен, Ярковице, Семовице                                              | 1943-12-31     | III. | Бенешов        |                                                         |
| Коношпиште          | Помнеци                                                                        | 1943-12-31     | III. | Бенешов        | аселённый пункт в двух зонах                            |
| Крхлебы             |                                                                                | 1943-12-31     | III. | Neveklov       |                                                         |
| Кржечовице          | Skrýšov, Zhorný                                                                | 1943-12-31     | III. | Neveklov       |                                                         |
| Нагорубы            | Poličany                                                                       | 1943-12-31     | III. | Neveklov       |                                                         |
| Несвачилы           | Petrovice                                                                      | 1943-12-31     | III. | Benešov        |                                                         |
| Нештетице           | Doloplazy, Chvojínek                                                           | 1943-12-31     | III. | Neveklov       |                                                         |
| Невеклов            | Dubovka                                                                        | 1943-12-31     | III. | Neveklov       |                                                         |
| Осечани             | Paseky                                                                         | 1943-12-31     | III. | Sedlčany       | obec ve dvou zónách                                     |
| Пржибисице          | Kožlí                                                                          | 1943-12-31     | III. | Benešov        |                                                         |
| Stranný             | Borovka, Břevnice, Heroutice, Hůrka Kapinos, Spolí, Tloskov, Zádolí, Zárybnice | 1943-12-31     | III. | Neveklov       | obec ve dvou zónách                                     |
| Tisem               |                                                                                | 1943-12-31     | III. | Benešov        |                                                         |
| Tvoršovice          | Mlýny                                                                          | 1943-12-31     | III. | Benešov        |                                                         |
| Vlkonice            | Strážovice                                                                     | 1943-12-31     | III. | Neveklov       |                                                         |
| Zahrádka            | Bezejovice, Dlouhá Lhota, Libeč, Zaječí, Zálesí 2. díl                         | 1943-12-31     | III. | Neveklov       |                                                         |
| Zderadice           | Mstětice, Řehovice, Tikovice, Vráce, Záhoří                                    | 1943-12-31     | III. | Neveklov       |                                                         |
| Živohošť            | Ústí                                                                           | 1943-12-31     | III. | Neveklov       | část obce                                               |
| Božkovice           | Radošovice, Tožice                                                             | 1944-04-01     | V.   | Votice         |                                                         |
| Drachkov            | Zahořany                                                                       | 1944-04-01     | V.   | Votice         |                                                         |
| Křešice             | pouze osady Podolí, Slavkov                                                    | 1944-04-01     | V.   | Votice         | část obce                                               |
| Maršovice           | Podmaršovice, Zálesí 1. díl                                                    | 1944-04-01     | V.   | Neveklov       |                                                         |
| Minartice           | Sledovice                                                                      | 1944-04-01     | V.   | Votice         |                                                         |
| Olbramovice         | pouze osada Zahradnice                                                         | 1944-04-01     | V.   | Votice         | část obce                                               |
| Prosenická Lhota    | Klimětice                                                                      | 1944-04-01     | V.   | Sedlčany       | obec ve dvou zónách                                     |
| Rudoltice           | Hůrka, Libohošť, Manělovice                                                    | 1944-04-01     | V.   | Votice         |                                                         |
| Šebáňovice          | Sedlečko, Strnadice                                                            | 1944-04-01     | V.   | Neveklov       |                                                         |
| Štětkovice          | Bořená Hora                                                                    | 1944-04-01     | V.   | Sedlčany       | část obce, obec ve dvou zónách                          |
| Vrchotovy Janovice  | Braštice, Janovice, Mrvice                                                     | 1944-04-01     | V.   | Votice         | část obce                                               |

## В культуре
Судьба жителей переселенного района обсуждается в повести Маркеты Врловой (настоящее имя Ева Гертлова) «Писанные скалы», опубликованной в 1949 и 1992 годах.